# 切尔诺拉古京斯基农村居民点
切尔诺拉古京斯基农村居民点（俄语：Чернореченское сельское поселение）是俄罗斯联邦伏尔加格勒州基克维泽区所属的一个农村居民点。其下辖有4个居民点，行政中心为切尔诺拉古京斯基。据2016年统计，该农村居民点的人口为928人。